# Round Mountain (Califòrnia)
Round Mountain és una concentració de població designada pel cens dels Estats Units a l'estat de Califòrnia. Segons el cens del 2000 tenia 122 habitants.

## Demografia
Segons el cens del 2000, Round Mountain tenia 122 habitants, 57 habitatges, i 33 famílies. La densitat de població era de 27,7 habitants/km².
Dels 57 habitatges en un 22,8% hi vivien nens de menys de 18 anys, en un 43,9% hi vivien parelles casades, en un 7% dones solteres, i en un 42,1% no eren unitats familiars. En el 36,8% dels habitatges hi vivien persones soles el 12,3% de les quals corresponia a persones de 65 anys o més que vivien soles. El nombre mitjà de persones vivint en cada habitatge era de 2,14 i el nombre mitjà de persones que vivien en cada família era de 2,82.
Per edats la població es repartia de la següent manera: un 23,8% tenia menys de 18 anys, un 4,1% entre 18 i 24, un 23,8% entre 25 i 44, un 31,1% de 45 a 60 i un 17,2% 65 anys o més.
L'edat mediana era de 43 anys. Per cada 100 dones de 18 o més anys hi havia 93,8 homes.
La renda mediana per habitatge era de 18.250 $ i la renda mediana per família de 28.125 $. Els homes tenien una renda mediana de 36.250 $ mentre que les dones 28.750 $. La renda per capita de la població era de 9.598 $. Entorn del 25,9% de les famílies i el 28% de la població estaven per davall del llindar de pobresa.

## Poblacions més properes
El següent diagrama mostra les poblacions més properes.